# Trachystola puncticollis
Trachystola puncticollis là một loài bọ cánh cứng trong họ Cerambycidae.